# Zhang yang yang
Zhang Yang Yang (chino: 张阳阳), nacido el 1 de octubre de 1991 en Xinjiang, China, es un cantante chino.

## Carrera
Es un cantante que alcanzó la fama a través de 2013 Super Boys.

## Discografía[2]

### Sencillos
| fecha                    | canción                                        | álbum           |
| ------------------------ | ---------------------------------------------- | --------------- |
| 17 de septiembre de 2013 | Perseguir Sueño con el corazón puro 追梦赤子心 | 2013 Super Boys |
| 17 de septiembre de 2013 | El amor más valiente 最勇敢的爱                | 2013 Super Boys |
| -                        | brecha de viento 风口                          |                 |

### 2013 Super Boys Contesting Songs
| Date                    | Song Names                                                                         | Notes                 |
| ----------------------- | ---------------------------------------------------------------------------------- | --------------------- |
| 4 de julio de 2013      | Rolling In The Deep                                                                | Xi'An Division Top 10 |
| 11 de julio de 2013     | sorry seems to be the hardest word                                                 | National Top 20       |
| 2 augusto, 2013         | Loving is easy 爱着很简单                                                          | National Top 10       |
| 9 augusto, 2013         | Melody                                                                             | National Top 9        |
| 16 augusto, 2013        | First Sight Love 一见钟情                                                          | National Top 8        |
| 23 augusto, 2013        | Looking Back Again 再回首                                                          | National Top 7        |
| 31 augusto, 2013        | No Room to Hide 无地自容、 You Exist In My Song 我的歌声里                         | National Top 6        |
| 6 de septiembre de 2013 | Annoying Fall Wind 恼人的秋风、 Windy Night 刮风的夜晚、 Still Loving You 依然爱你 |                       |

### Película Soundtracks
- 《怒放2013》 soundtrack 《Bye-bye Youth 青春再见》 （con 华晨宇，白举纲，左立）

### 2013 Super Boys Concert Tours
- Beijing 《一见钟情》，《最勇敢的爱》， 《北京北京》 （con 白举纲，左立），《爱情鸟》（con Oho Ou）
- Shanghái 《一见钟情》，《Rolling In The Deep》，《当你》 (con 于朦胧），《爱情鸟》（con Oho Ou）
- Wuhan 《一见钟情》，《Rolling In The Deep》，《亲密爱人》（con 左立）
- Shenzhen 《我的歌声里》，《可惜不是你》，《光荣》 （con Oho Ou）
- Chongqing 《棉花糖》，《可惜不是你》，《花儿为什么这样红》+《难道》 （con 于朦胧，居来提），《光荣》（con Oho Ou）
- Nanjing
- Guangzhou
- Chengdu

### Eventos con fanes
- Nanjing 《Wind Gap 风口》， 《Rolling In The Deep + Bad Romance》
- Ningxiang 《First Sight Love 一见钟情》，《爱你等于爱自己》 （con 宁桓宇）
- Shenzhen 《The Bravest Love 最勇敢的爱》
- Xinjiang Christmas Party 《 Wind Gap 风口》

## Filmografía

### Programas de variedades
- Day Day Up (天天向上) - invitado
- Happy Camp (快乐大本营) - invitado
- If you want to sing, then sing 想唱就唱
- Men to the left, Women to the right 男左女右
- I love super stars 我爱大牌之海涛跑快男